# Episodi di Knight Squad (prima stagione)
La prima stagione della serie televisiva Knight Squad è andata in onda negli Stati Uniti d'America dal 20 febbraio 2018 su Nickelodeon.
In Italia è stata trasmessa in prima visione su Nickelodeon dal 18 giugno al 13 dicembre 2018; in chiaro è andata in onda su Super! dal 14 settembre al 1º dicembre  2020.
| nº | Codice di prod. | Titolo originale               | Titolo italiano                           | Prima TV USA      | Prima TV Italia  |
| -- | --------------- | ------------------------------ | ----------------------------------------- | ----------------- | ---------------- |
| 1  | 101             | Opening Knight                 | La prima prova                            | 20 febbraio 2018  | 18 giugno 2018   |
| 2  | 102             | A Knight at the Roxbury        | La Roxbury Cup                            | 24 febbraio 2018  | 18 giugno 2018   |
| 3  | 103             | Knight in Shinging Armor day   | La festa dell'armatura                    | 3 marzo 2018      | 19 giugno 2018   |
| 4  | 104             | One Magical Knight             | Un cavaliere magico                       | 10 marzo 2018     | 19 giugno 2018   |
| 5  | 106             | The Dork Knight Returns        | Insieme per forza                         | 17 marzo 2018     | 20 giugno 2018   |
| 6  | 105             | Tonight, Two Knight            | Un ritorno inaspettato                    | 24 marzo 2018     | 20 giugno 2018   |
| 7  | 108             | Knight's Tail                  | Un cavaliere con la coda                  | 31 marzo 2018     | 21 giugno 2018   |
| 8  | 109             | Parent Teacher Knight          | Genitori, insegnanti e cavalieri          | 7 aprile 2018     | 24 luglio 2018   |
| 9  | 112             | Do the Knight Think            | Il codice cavalleresco                    | 14 aprile 2018    | 25 luglio 2018   |
| 10 | 115             | Wish I May, Wish I Knight      | Vorrei che il mio sogno diventasse realtà | 25 maggio 2018    | 6 dicembre 2018  |
| 11 | 116             | Working on the Knight Moves    | L'accademia di Sir Swayze                 | 9 giugno 2018     | 7 dicembre 2018  |
| 12 | 110             | A Thief in the Knight          | Un ladro nella notte (prima parte)        | 16 giugno 2018    | 23 luglio 2018   |
| 13 | 111             | A Thief in the Knight          | Un ladro nella notte (seconda parte)      | 16 giugno 2018    | 23 luglio 2018   |
| 14 | 113             | Take Me Home to Knight         | Torniamo a casa                           | 22 settembre 2018 | 4 dicembre 2018  |
| 15 | 114             | A Total Knightmare             | Un vero incubo                            | 29 settembre 2018 | 5 dicembre 2018  |
| 16 | 117             | Fight for Your Knight to Party | Il compleanno del re                      | 6 ottobre 2018    | 10 dicembre 2018 |
| 17 | 107             | Fright Knight                  | Il Fantasma delle ombre                   | 20 ottobre 2018   | 3 dicembre 2018  |
| 18 | 118             | Little Knight Lies             | Piccole bugie                             | 12 gennaio 2019   | 11 dicembre 2018 |
| 19 | 119             | End of the Knight - Part 1     | Fine di un cavaliere (prima parte)        | 19 gennaio 2019   | 12 dicembre 2018 |
| 20 | 120             | End of the Knight - Part 2     | Fine di un cavaliere (seconda parte)      | 26 gennaio 2019   | 13 dicembre 2018 |

## La prima prova

### Trama
Arc vuole entrare a tutti i costi nella scuola dei cavalieri, ma per farlo deve essere di stirpe nobile e versare una retta molto salata. Stessa cosa Ciara, la principessa di Astoria, che ha un padre iperprotettivo.

## La Roxbury Cup

### Trama
Si deve giocare la Roxbury Cup e ogni squadra deve scegliere un suo rappresentante che affronterà la sfida. Intanto ad Astoria arriva Fizzwick, il fratello minore (e fiero di lui) di Warwick.

## La festa dell'armatura

### Trama
Ad Astoria si celebra la festa dell'armatura. Questa festa prevede che vengano onorate antiche tradizioni che Arc non conosce. Intanto Fizzwick rimprovera, cercando di aiutarla, Sage che non ha fatto un regalo a Buttercup.

## Un cavaliere magico

### Trama
I ragazzi si accingono a sottoporsi a una prova, sotto l'attenta visione della maga Sputacchiona e si scopre che Warwick ha poteri magici.

## Insieme per forza

### Trama
Al Tasty Trunk si gioca un particolarissimo torneo di ping pong in cui Warwick punta a battere Sage e Buttercup, vincitrici delle edizioni precedenti. Intanto la cavalier Eliza, la sorella maggiore della principessa, deve arrivare ad Astoria e a causa di un dissappore Ciara e Arc vengono legati insieme da un braccialetto magico.

## Un ritorno inaspettato

### Trama
Da una grotta impregnata da esalazioni puzzolenti, viene fuori Jimbo, ex membro della Squadra Fenice, di cui si erano perse le tracce. Intanto Fizzwick aiuta Sir Gareth a togliere un dente, anche se il cavaliere ha un forte istinto.

## Un cavaliere con la coda

### Trama
Ciara affida ad Arc il suo anello, raccomandandolo di non usarlo per nessun motivo, ma il ragazzo è curioso di sapere in cosa verrà trasformato.

## Genitori, insegnanti e cavalieri

### Trama
Sir Gareth convoca Saffron, la madre di Sage, per annunciarle l'espulsione della ragazza in seguito ai continui atti di bullismo alla Squadra Fenice.

## Il codice cavalleresco

### Trama
La maga Sputacchiona e i suoi allievi approfittano dell'ospitalità di Sir Gareth, perché la loro sede è inagibile. La convivenza con la Squadra Fenice, però, si rivela subito difficile.

## Un ladro nella notte 1ª parte

### Trama
Sir Gareth e il mago Hogancross organizzano una esercitazione a sorpresa in cui gli allievi cavalieri fanno una pessima figura. Nel frattempo Ciara mostra ad Arc i Cristalli di Sangue di Drago, la barriera protettiva contro Ryker.

## Un ladro nella notte 2ª parte
Arc viene riabilitato perché i suoi amici scoprono che è stato Puzzwick a rubare il cristallo di sangue di drago, ma ormai è tardi: i soldati di Ryker entrano attraverso un varco e incatenano la Squadra Fenice, Sir Gareth, il mago Hogancross e il re.

## Il Fantasma delle Ombre

### Trama
A causa di una leggenda la principessa di Astoria (Ciara) non può festeggiare la festa di Halloween. Intanto Sage e Buttercup fanno scherzi continui quindi vengono punite da Sir Gareth, ma hanno un piano per partecipare comunque alla festa, coinvolgendo Fizzwick.
Guest star: Lizzy Greene (il Fantasma delle Ombre)

## Torniamo a casa
Il papà di Arc vuole portarlo a casa. Così, con la complicità della principessa, cerca di convincerlo a restare per diventare cavaliere. Nel frattempo Warwick e Prudence organizzano una festa.

## Un vero incubo
Le squadre devono fare la prova di metà semestre, ma Warwick teme di non essere all'altezza dei suoi parenti cavalieri.

## Vorrei che il mio sogno diventasse realtà
Ciara è impegnata, a causa dei doveri da Principessa, e Arc trova un genio per esprimere dei desideri. Quando tutto cambia in meglio, perché Ciara voleva che il re la lasciasse frequentare la scuola, scoprono che Sage è la perfida principessa del regno di Astoria...
Guest star: Kira Kosarin (il genio)

## L'accademia di Sir Swayze
Sir Swayze, ex allievo di Sir Gareth, torna ad Astoria e tutti gli astoriani, tranne Sir Gareth, lo adorano. Decide allora di soggiornare e aprire un'accademia notturna per cavalieri, a cui partecipano segretamente Arc, Ciara, Sage e Buttercup. Nel frattempo Warwick e Prudence vanno ad uno spettacolo vietato ai minori di 13 anni, così con la magia cercano di allungare l'eta di Fizzwick.
Guest star: Jack Griffo (Sir Swayze)

## Il compleanno del re
Si avvicina il compleanno del re e la principessa Ciara non sa come fare la torta reale a 100 strati perché l'unica che sa la ricetta è la sorella Eliza. Buttercup scopre che un altro che sa la ricetta è Jimbo, il loro vecchio nemico, che viene aiutato dalla sua ex-squadra ad evadere. Intanto Sage deve mentire a Buttercup sulla sua intonazione, ma la ragazza viene scelta da Sir Gareth come cantante alla festa del re.

## Piccole bugie
Il re induce un concorso per far fare amicizie alla principessa ed ella decide Prudence, nonostante sia triste di non poterle rivelare il suo segreto e che sia sua amica al 50% (come Ciara). Nel frattempo Arc deve fare un progetto di arte quindi sceglie i palloncini e Warwick, Sage e Buttercup sono stanchi che Sir Gareth spoileri il libro scritto dalla strega comparsa alla Roxbury Cup, quindi il mago fa un incantesimo cosicché non sentino Sir Gareth.

## Fine di un cavaliere (1ª parte)

### Trama
Sir Gareth e il re ordinano agli allievi di trovare un modo per annientare l'Armatura, o di trovarla prima di Ryker. Intanto Eliza, la sorella di Ciara, dopo 1 anno di assenza torna ad Astoria. La donna cavaliere le chiede di recuperare l'Armatura di Astoria al suo posto, ma Ciara non immagina che la sorella...

## Fine di un cavaliere (2ª parte)
Con l'aiuto di Eliza, che ha ingannato Ciara, Ryker trova l'armatura di Astoria e, dopo aver soggiogato con il suo marchio Sir Gareth, il mago Hogancross e altri cavalieri, si autoproclama re. Intanto Ciara è costretta a fare i conti con la sorella, mentre Arc, Buttercup, Fizzwick e le squadre Fenice e Unicorno devono aiutare Warwick a incantare le armi, capaci di annientare l'Armatura.